# Serap Jangbu Šerpa
Serap Jangbu Šerpa (* 25. července 1969) je nepálský horolezec. S vysokohorským lezením začal ve věku 20 let. V roce 2001 se stal druhým mužem historie, který dokázal podruhé vystoupit na K2. V současnosti je druhým nejúspěšnějším nepálským horolezcem, má na kontě 11 osmitisícovek.

## Horolezecké úspěchy
Serap Jangbu Šerpa začal s horolezectvím v roce 1989. Stejně jako většina Šerpů doprovází v Himálaji a Karákóramu zahraniční expedice. Do roku 2005 dokázal vystoupit devětkrát na 6160 metrů vysoký Island Peak. Roku 1999 vystoupil na svou první osmitisícovku Kančendžengu. V letech 2000 a 2001 vystoupil dvakrát na vrchol K2 v obou případech z pákistánské strany. O tři roky později poprvé vystoupil na vrchol nejvyšší hory světa Mount Everest. Na vrchol této hory se dostal ještě dvakrát, v roce 2006 uskutečnil přechod hory ze severní strany na jižní. Výstupem na Makalu v roce 2009 dokončil výstupy na všechny osmitisícovky v Nepálu. Také dokončil výzvu Sedm vrcholů.

## Úspěšné výstupy na osmitisícovky
- 1999 Kančendženga (8586 m)
- 2000 K2 (8611 m)
- 2000 Šiša Pangma (8013 m)
- 2001 Lhoce (8516 m)
- 2001 K2 (8611 m)
- 2001 Čo Oju (8201 m)
- 2002 Annapurna (8091 m)
- 2002 Lhoce (8516 m)
- 2004 Mount Everest (8849 m)
- 2005 Čo Oju (8201 m)
- 2005 Dhaulágirí (8167 m)
- 2006 Mount Everest (8849 m)
- 2006 Gašerbrum II (8035 m)
- 2006 Manáslu (8163 m)
- 2008 Mount Everest (8849 m)
- 2009 Makalu (8465 m)